# ولادیمیر تیخانوف (ژیمناست)
ولادیمیر تیخانوف (انگلیسی: Vladimir Tikhonov؛ زادهٔ ۳۱ اکتبر ۱۹۵۶) ژیمناست هنری اهل اتحاد جماهیر شوروی سوسیالیستی بود.